# Roberto Rosetti
Roberto Rosetti (Pecetto Torinese, 18. rujna 1967.) je talijanski nogometni sudac. 
Roberto Rosetti je državni službenik iz Torina. Prvi puta kao sudac FIFA-e je 2002. godine sudio utakmicu Tunis - Kamerun. 
2006. sudio je na Svjetskom prvenstvu u Njemačkoj i otvorenje Europskog nogometnog prvenstva u Austriji i Švicarskoj 2008. utakmicu Švicarska - Češka (0:1). Dana 20. lipnja 2008. sudio je četvrtfinale Hrvatska - Turska (1-1, Turska pobijedila nakon jedanaesteraca), te finale između Njemačke i Španjolske.